# Élections régionales de 2018 au Frioul-Vénétie Julienne
Les élections régionales de 2018 en Frioul-Vénétie Julienne (en italien : Elezioni regionali in Friuli-Venezia Giulia del 2018) se tiennent le dimanche 29 avril 2018 afin d'élire le président de la région et les 48 autres membres de la XIIe législature du conseil régional de la région autonome du Frioul-Vénétie Julienne.

## Contexte
Jusqu'en 2003, le Frioul-Vénétie Julienne était un fief du centre droit. Depuis cette date, aucune majorité sortante n'a été reconduite et le conseil régional a connu trois alternances politiques.
La présidente Debora Serracchiani, membre du Parti démocrate (PD), ne se représente pas après avoir accompli un seul mandat de cinq ans.

## Mode de scrutin
L'élection se tient selon les principes généraux de la loi Tattarella de 1995 : le président de la région est élu au suffrage universel direct et au scrutin uninominal majoritaire à un tour avec prime de majorité pour la liste ou la coalition le soutenant.
Le jour du scrutin, l'électeur vote deux fois (sur un même bulletin de vote). Il accorde un suffrage à l'un des candidats à la présidence de la région et un suffrage à un parti politique. Le panachage est autorisé : l'électeur est libre de voter pour un parti ne soutenant pas le candidat qu'il a choisi.
À l'issue du dépouillement, est proclamé élu président de la région le candidat ayant recueilli le plus grand nombre de suffrages exprimés. Si le parti ou la coalition soutenant le président élu n'a pas remporté au moins 55 % des sièges à pourvoir, il reçoit une « prime de majorité » (en italien : premio de maggioranza) : 60 % des sièges à pourvoir si le président élu a remporté au moins 45 % des voix ; 55 % des mandats si le président élu a totalisé moins de 45 % des suffrages. À l'inverse, si les partis ou coalitions qui soutenaient un autre candidat obtiennent moins de 40 % des sièges à pourvoir, est activée la « garantie de minorité » (en italien : garanzia per le minoranze), qui assure à l'opposition 40 % des sièges à pourvoir.
Les mandats attribués à la majorité et à l'opposition sont ensuite répartis entre les listes qui ont remporté 4 % des voix au niveau régional ; 1,5 % au niveau régional dans le cadre d'une coalition ayant réuni au moins 15 % des voix au niveau régional ; 20 % des voix au niveau d'une province.
Le conseil régional compte un total de 49 membres : 47 conseillers élus à la proportionnelle, le président élu et le candidat défait à la présidence ayant rassemblé le plus grand nombre de voix.

### Répartition des sièges
| Provinces                 | Sièges | +/-           |
| ------------------------- | ------ | ------------- |
| Gorizia                   | 5      | en stagnation |
| Pordenone                 | 12     | en stagnation |
| Tolmezzo                  | 3      | en stagnation |
| Trieste                   | 9      | en stagnation |
| Udine                     | 18     | en stagnation |
| Candidats à la présidence | 2      | en stagnation |
| Total                     | 49     | en stagnation |

## Principales forces politiques
Les principales forces politiques en présence sont la coalition de centre gauche, formée autour du PD et emmenée par le vice-président de la junte régionale Sergio Bolzonello, la coalition de centre droit, qui rassemble la Ligue et Forza Italia (FI) autour du député de la Ligue Massimiliano Fedriga, et le Mouvement 5 étoiles (M5S) d'Alessandro Fraleoni Morgera.

## Résultats
|                           |                             |            |            |                           |                            |                              |         |         |         |               |               |       |
| Présidence                | Présidence                  | Présidence | Présidence | Présidence                | Conseil                    | Conseil                      | Conseil | Conseil | Conseil | Conseil       | Conseil       | Total |
| Candidats                 | Candidats                   | Votes      | %          | Élus                      | Partis                     | Partis                       | Votes   | %       | +/-     | Sièges        | +/-           | Total |
|                           | Massimiliano Fedriga (Lega) | 307 123    | 57,09      | 1                         |                            |                              |         |         |         |               |               |       |
|                           | Massimiliano Fedriga (Lega) | 307 123    | 57,09      | 1                         | Ligue (Lega)               | 147 464                      | 34,97   | 26,69   | 17      | 14            |               |       |
|                           | Massimiliano Fedriga (Lega) | 307 123    | 57,09      | 1                         | Forza Italia (FI)          | 51 234                       | 12,11   | 7,94    | 5       | 3             |               |       |
|                           | Massimiliano Fedriga (Lega) | 307 123    | 57,09      | 1                         | Projet FVJ                 | 26 596                       | 6,29    | Nv.     | 3       | 3             |               |       |
|                           | Massimiliano Fedriga (Lega) | 307 123    | 57,09      | 1                         | Frères d'Italie (FdI)      | 23 128                       | 5,47    | Nv.     | 2       | 2             |               |       |
|                           | Massimiliano Fedriga (Lega) | 307 123    | 57,09      | 1                         | Autonomie responsable (AR) | 16 802                       | 3,97    | 6,76    | 1       | 3             |               |       |
| Total Centre-droit        | Total Centre-droit          | 307 123    | 57,09      | 1                         | 265 224                    | 62,71                        | 17,47   | 28      | 12      | 29            |               |       |
|                           | Sergio Bolzonello (PD)      | 144 363    | 26,84      | 1                         |                            |                              |         |         |         |               |               |       |
|                           | Sergio Bolzonello (PD)      | 144 363    | 26,84      | 1                         | Parti démocrate (PD)       | 76 579                       | 18,11   | 8,73    | 9       | 10            |               |       |
|                           | Sergio Bolzonello (PD)      | 144 363    | 26,84      | 1                         | Citoyens pour Bolzonello   | 17 297                       | 4,09    | 1,21    | 2       | 1             |               |       |
|                           | Sergio Bolzonello (PD)      | 144 363    | 26,84      | 1                         | Gauche FVJ                 | 11 715                       | 2,77    | Nv.     | 1       | 1             |               |       |
|                           | Sergio Bolzonello (PD)      | 144 363    | 26,84      | 1                         | Union slovène (SSk)        | 4 895                        | 1,16    | 0,30    | 1       | en stagnation |               |       |
| Total Centre-gauche       | Total Centre-gauche         | 144 363    | 26,84      | 1                         | 110 486                    | 26,12                        | 12,83   | 13      | 13      | 14            |               |       |
|                           | Alessandro Fraleoni         | 62 776     | 11,67      | 0                         |                            | Mouvement 5 étoiles (M5S)    | 29 862  | 7,06    | 6,69    | 4             | 1             | 4     |
|                           | Sergio Cecotti              | 23 696     | 4,40       | 0                         |                            | Pacte pour l'autonomie (PpA) | 17 350  | 4,10    | Nv.     | 2             | 2             | 2     |
|                           |                             |            |            |                           |                            |                              |         |         |         |               |               |       |
| Suffrages exprimés        | Suffrages exprimés          | 537 958    | 97,91      |                           | Suffrages exprimés         | Suffrages exprimés           | 422 922 | 76,98   |         |               |               |       |
| Votes blancs et invalides | Votes blancs et invalides   | 11 487     | 2,09       | Votes blancs et invalides | Votes blancs et invalides  | 126 468                      | 23,02   |         |         |               |               |       |
| Total                     | Total                       | 549 390    | 100        | 2                         | Total                      | Total                        | 549 390 | 100     | -       | 47            | en stagnation | 49    |
| Abstentions               | Abstentions                 | 558 025    | 50,39      |                           |                            |                              |         |         |         |               |               |       |
| Inscrits/Participation    | Inscrits/Participation      | 1 107 415  | 49,61      |                           |                            |                              |         |         |         |               |               |       |